# Article 18 de la Constitution belge
L'article 18 de la Constitution de la Belgique fait partie du titre II Des Belges et de leurs droits. Il abolit la mort civile et garantit l'impossibilité de la rétablir.

## Texte de l'article actuel
« La mort civile est abolie ; elle ne peut être rétablie. ».